# 파리 문학부

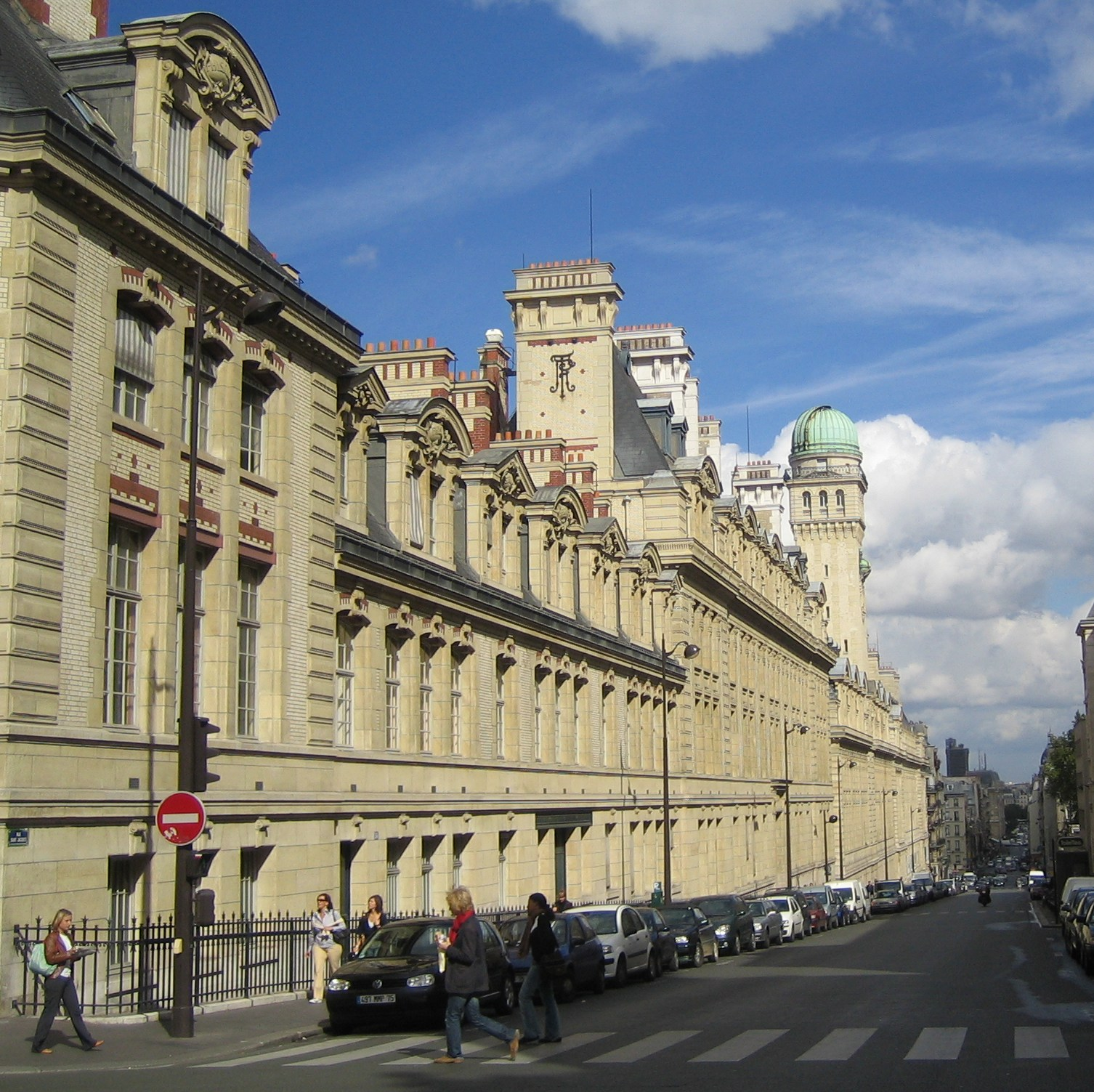
소르본, 파리 문학부 소재지.

파리 문학부(Faculté des lettres de Paris)는 프랑스 제국대학(Université impériale de France)의 구성으로서 1808년 3월 17일 법령으로 설립되었다. 파리 문학부는 구 파리 대학교의 문과대학을 부분적으로 계승하였다. 파리 문학부는 1896년 파리에 위치한 다른 네 개의 학부와 함께 신 파리 대학교로 통합되었다. 파리 문학부는 소르본에 소재하였다.
포르 법(loi Faure)에 따라 파리 문학부는 1970년 파리1대학, 파리3대학, 파리4대학, 파리5대학, 파리7대학으로 분할되었다.

## 교육
파리 문학부의 첫 학칙은 1810년 2월 16일 대학 심의회에서 결정되었다. 각 교수들은 매주 한시간 반의 두 수업을 하였다. 강의는 12월에 시작하여 8개월 동안 계속되었다. 학부에는 9개의 강의가 있었다.

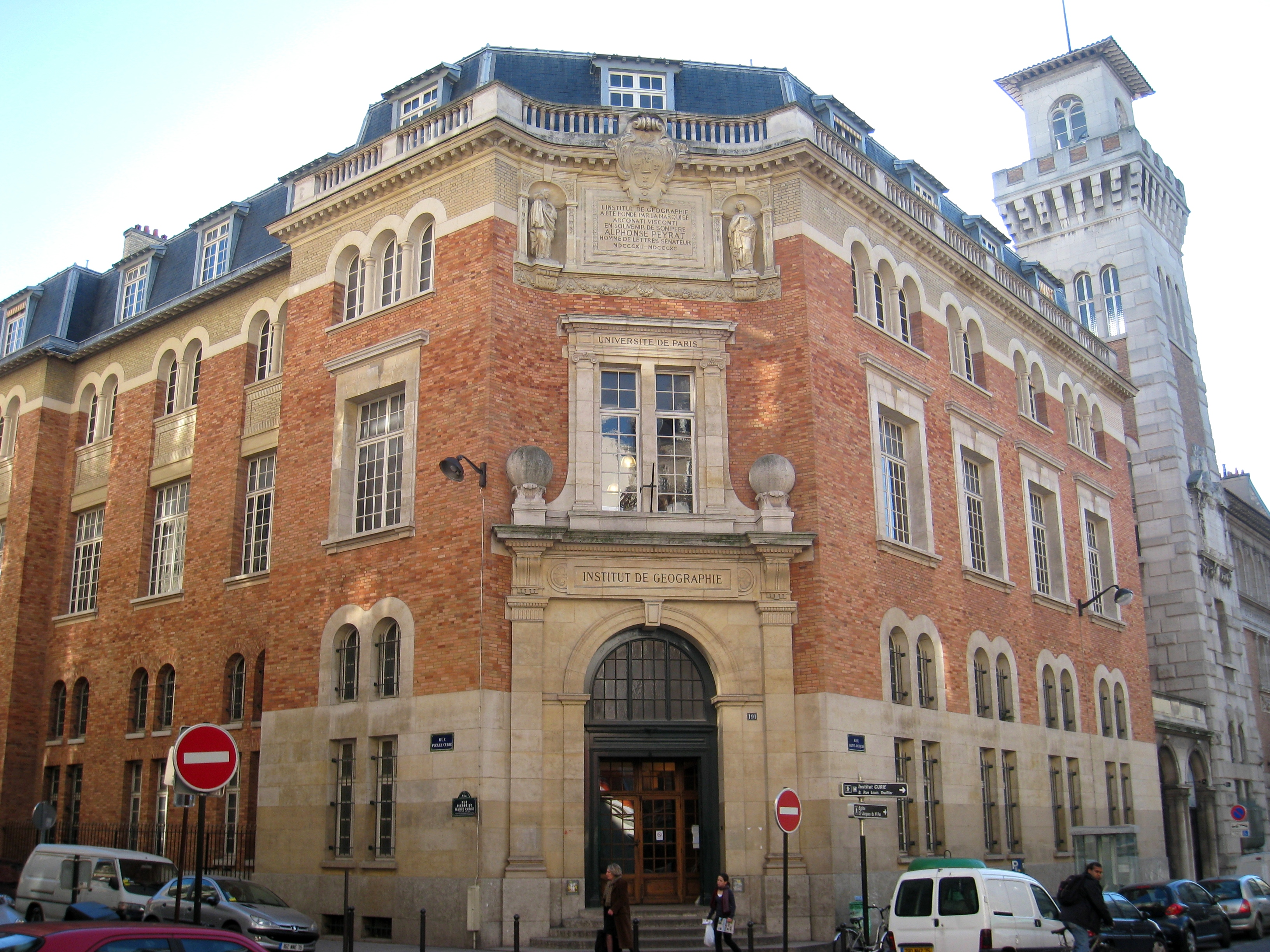
파리 대학교 문학부 지리 연구소

- 그리스 문학
- 라틴어 웅변
- 라틴어 시
- 프랑스어 웅변
- 프랑스어 시
- 철학
- 철학사
- 고대 및 현대사
- 고대 및 현대지리

## 학장
- 피에르 폴 루아예콜라르 (1810-1814), 철학자
- 장 드니 바르비에 뒤 보카주 (1815-1825), 지리학자
- 조제프 빅토르 르클레르  (1832-1865), 라틴어문학자
- 앙리 파탱 (1865-1876), 라틴어문학자
- 앙리 왈롱 (1876-1881), 역사학자
- 오귀스트 앵리 (1881-1898), 역사학자
- 알프레드 크루아제 (1898-1919), 그리스학자
- 페르디낭 브뤼노 (1919-1928), 언어학자
- 앙리 들라크루아 (1928-1937), 철학자
- 조제프 방드리에스 (1937-1944), 언어학자
- 앙드레 숄레 (1945-1950), 지리학자
- 조르주 다비 (1950-1955), 철학자
- 피에르 르누뱅 (1955-1958), 역사학자
- 앙드레 에마르 (1958-1964), 역사학자
- 마르셀 뒤리 (1964-1968), 라틴어문학자
- 레몽 라스 베르냐스 (1968-1971), 영문학자. 문학부 마지막 학장으로 이후 소르본 누벨 대학교의 첫 대학 총장이 되었음.

## 참고

### 참고 문헌
- 크리스토프 샤를, Les professeurs de la faculté des lettres de Paris – Dictionnaire biographique 1809-1908, Institut national de recherche pédagogique (collection Histoire biographique de l'enseignement n°2 volume 1), Institut national de recherche pédagogique, Paris, 1985, ISBN 2-7342-0082-1 (온라인)
- Christophe Charles, Les professeurs de la faculté des lettres de Paris – Dictionnaire biographique 1909-1939, Institut national de recherche pédagogique (collection Histoire biographique de l'enseignement n°2 volume 2), Institut national de recherche pédagogique, Paris, 1986, ISBN 2-7342-0105-4 (온라인)